# Cardosinho (pintor)
José Bernardo Cardoso Júnior, mais conhecido como Cardosinho (Coimbra, 1861 — Rio de Janeiro, 1947), foi um pintor naïf luso-brasileiro.

## Biografia
Radicou-se no Brasil com apenas três anos de idade, vindo com sua família, a qual depois perdeu toda em um acidente marítimo. Com isso ingressou no Seminário São José, desejando tornar-se padre. Seu bom aproveitamento lhe valeu uma bolsa de estudos na Pontifícia Universidade Gregoriana, em Roma, graduando-se em Filosofia. Em meio aos estudos de Teologia percebeu que não seria capaz de abandonar o século e retornou ao Brasil em 1877 para dedicar-se ao ensino de latim, português e francês no Colégio Batista de Juiz de Fora.
Transferindo-se para Campos dos Goytacazes, foi indicado Inspetor Escolar, função que exerceu até aposentar-se aos 70 anos, quando passou a dedicar-se à pintura como lazer. Sua frequência na Sociedade de Artistas Brasileiros do Rio de Janeiro o levou a travar contato com Portinari e Foujita, que o incentivaram na arte, mas nunca fez um curso formal, desenvolvendo seu talento de forma autodidata. 
Sua obra foi uma das primeiras, dentro do universo naïf, a ser apreciada pela crítica de arte oficial brasileira, estando hoje consagrado como um dos mais importantes representantes do estilo no Brasil. Na apreciação de Robson Xavier da Costa, "os trabalhos desse artista nos remetem a um universo idílico e pessoal, ingênuo na sua composição, narrativo e fantástico; ele utilizava como fonte de informação para a execução da sua obra imagens retiradas de jornais, revistas e cartões postais. Suas temáticas são populares, figuras de animais, pessoas do povo, tragédias, brigas e o nu feminino". Para Rubem Braga, a despeito da falta de preparo técnico, "Cardoso fêz quadros que ninguém sonharia — e que fazem sonhar".
Tem obras no Museu Internacional de Arte Naif do Brasil, no Museu de Arte Moderna de Nova Iorque, na Tate Gallery de Londres e em coleções particulares. Deixou cerca de 600 trabalhos. Entre as exposições realizadas destacam-se a participação no Salão Revolucionário na Escola Nacional de Belas Artes (1931); na Exhibition of Modern Brazilian Paintings que itinerou entre 1944 e 1945 pela Royal Academy of Arts, o Norwich Castle and Museum, a Kelvingrove Art Gallery and Museum, a Victoria Art Gallery, a Scottish National Gallery, o Bristol City Museum & Art Gallery e a Manchester Art Gallery; na Brasil 60 Anos de Arte Moderna: Coleção Gilberto Chateaubriand, mostrada em 1982 no Centro de Arte Moderna José de Azeredo Perdigão e na Barbican Art Gallery; no 7º Salão Nacional de Artes Plásticas (1984); na Tradição e Ruptura: síntese de arte e cultura brasileiras, na Fundação Bienal de São Paulo (1985), e na Bienal Naïfs do Brasil (2004), o maior evento do gênero na América Latina.
Deixou também três romances: Almas satânicas, Uma experiência fatal, e Um caso da vida real, além de um livro de poesia, Ideias e telas, que permanecem inéditos.